# Sigurd Leeder
Sigurd Leeder   (Hamburg, 14 d'agost de 1902 - Herisau, 20 de juny de 1981) (anomenat Carl Eduard Wilhelm Leder) va ser un ballarí, coreògraf i teòric alemany en educació de la dansa.
Era fill de Carl Eduard Gottfried Leder, litògraf i de Martha Auguste Anna Henriette Friedrich. [1] Va desenvolupar un mètode per ensenyar dansa expressiva i va contribuir, amb Albrecht Knust, al desenvolupament i difusió de Labanotation, que va ser pioner en el llenguatge escrit de símbols per enregistrar i representar la dansa moderna.
Després d'estudiar disseny gràfic a Hamburg durant dos anys i mig, va estudiar dansa a Ascona amb Sarah Norden, alumna de Rudolf von Laban i Mary Wigman. El 1920 va idear la seva primera coreografia en solitari, Tanz ohne Musik, i la va interpretar a la "Curiohaus" d'Hamburg. Després es va incorporar a "Hamburger Kammerspiele" sota el lideratge d'Erich Ziegel aquell mateix any. Després, el 1923, va fer una gira amb el "Tanzgruppe" de Múnic dirigit per Jutta von Collande.
Dues trobades van configurar la seva futura carrera: amb Rudolf von Laban el 1923, i després amb Kurt Jooss el 1924. Va conèixer aquest últim mentre era ballarí al "Stadttheater" de Münster sota la direcció conjunta de Hans Niedecken-Gebhard i Rudolf Schulz-Dornburg. Va seguir una estreta col·laboració entre Leeder i Jooss, que va durar vint-i-tres anys. El 1926 va rebre una comissió d'ensenyament i lideratge a la "Westfälische Akademie für Bewegung, Sprache und Musik" a Münster. L'any següent, amb Kurt Jooss, va fundar la "Neue Tanzbühne" al Teatre Münster, que va utilitzar Fritz A. Cohen com a pianista, Aino Siimola (futura esposa de Jooss) com a ballarina, i Hein Heckroth com a escenògraf i vestuari. També es va convertir en professor de la recent constituïda "Folkwangschule" a Essen. Va viatjar amb Jooss per estudiar dansa clàssica a París i Viena. La seva peça col·laborativa "Zwei Tänzer" es va convertir en una obra emblemàtica.
El 1928 va participar en el II Congrés de Ballarins a Essen, amb Kurt Jooss, Dussia Bereska, Fritz Klingenberg i Rudolf Laban, on la kinetography (posteriorment coneguda com a Labanotation) va ser presentada pel mateix Laban. El 1933, va presentar Persephone  amb la companyia d'Ida Rubinstein a París, on va conèixer a Dorothy i Leonard Elmhirst, --que aviat els seran mecenes--, que van convidar a ell, Jooss i els seus ballarins a Anglaterra a principis de 1934, després de la creixent opressió nazi. Aquesta va ser la fundació de la "Jooss-Leeder School of Dance del Dartington Hall" de Devon. Va desenvolupar el seu mètode d'ensenyament basat en l'estudi de la eukinètica i la coreorètica –que havia començat a Essen– les diverses dinàmiques del moviment i la coordinació de l'especialitat dins i al voltant del cos.
Com a resultat de mesures restrictives durant la primera part de la Segona Guerra Mundial, va passar uns mesos en un camp d'internament, després es va traslladar a Cambridge el 1940, on va reformar el "Jooss-Leeder Dance Studio" amb Kurt Jooss. L'any 1947 marca el final de la seva col·laboració, quan es va traslladar a Londres i va establir la seva pròpia escola amb el Grup Studio com a companyia pròpia. El 17 de juliol d'aquest any, es va autoritzar el canvi de nom a Sigurd Leeder. A més d'ensenyar a Londres, va participar regularment a cursos d'estiu a Suïssa, sobretot al costat dels seus companys de dansa moderna, incloent Mary Wigman, Rosalia Chladek i Harald Kreutzberg.
Entre els seus estudiants a Londres en aquest moment hi havia Birgit Cullberg, el fundador dels "Ballets Cullberga" a Suècia, i Grete Müller que es convertiria en la seva posterior col·laboradora. Com a professora, va formar no només ballarins, sinó també futurs professors, com Simone Michelle i June Kemp, que van assumir la direcció de l'escola de Londres quan va marxar cap a Xile cridat per Erns Uthoff per ocupar i dirigir el departament de dansa de la Universitat de Santiago de 1959 a 1964. El 1965 va ser convidada per Grete Müller per assumir la direcció de l'escola que havia obert a Herisau després de la seva formació a l'escola de Londres. Va ensenyar aquí fins a la seva mort, el 1981. El 1979 encara va dirigir l'International Council of Kinetography Laban (ICKL). Es van dedicar al desenvolupament dels signes i el llenguatge de la notació de Laban, la transcripció de les coreografies i la redacció d'estudis de moviment per a l'ensenyament.